# Facebook
Facebook là phương tiện truyền thông xã hội và dịch vụ mạng xã hội trực tuyến thành lập vào năm 2004 của Mỹ thuộc sở hữu của Meta Platforms có trụ sở tại Menlo Park, California. Nó được Mark Zuckerberg, cùng với các sinh viên Đại học Harvard và bạn cùng phòng là Eduardo Saverin, Andrew McCollum, Dustin Moskovitz, Chris Hughes sáng lập. Đây được coi là một trong những công ty công nghệ Big Four cùng với Amazon, Apple và Google.
Những người sáng lập ban đầu giới hạn tư cách thành viên của Facebook cho sinh viên Harvard và sau đó là sinh viên Columbia, Stanford và Yale. Tư cách thành viên cuối cùng đã được mở rộng sang các trường Ivy League, MIT và các tổ chức giáo dục đại học còn lại trong khu vực Boston, sau đó là các trường đại học khác và cuối cùng là học sinh trung học. Kể từ năm 2006, bất cứ ai tuyên bố ít nhất 13 tuổi đã được phép đăng ký tài khoản Facebook, mặc dù điều này có thể khác nhau tùy thuộc vào luật pháp địa phương. Tính đến năm 2020, Facebook đã có 2,8 tỷ người dùng hoạt động hàng tháng, và xếp thứ bảy về mức sử dụng Internet toàn cầu. Đây là ứng dụng di động được tải xuống nhiều nhất trong những năm 2010. Tên đến từ các thư mục facebook thường được trao cho sinh viên đại học Mỹ. Facebook đã tổ chức đợt chào bán công khai lần đầu (IPO) vào tháng 2 năm 2012, định giá công ty ở mức 104 tỷ USD, mức định giá lớn nhất cho đến nay đối với một công ty đại chúng mới niêm yết. Facebook kiếm phần lớn doanh thu từ các quảng cáo xuất hiện trên màn hình và trong News Feed của người dùng.
Dịch vụ Facebook có thể được truy cập từ các thiết bị có kết nối Internet, như máy tính cá nhân, máy tính bảng và điện thoại thông minh. Sau khi đăng ký, người dùng có thể tạo một hồ sơ tùy chỉnh tiết lộ thông tin về bản thân. Họ có thể đăng văn bản, ảnh và đa phương tiện được chia sẻ với bất kỳ người dùng nào khác đã đồng ý làm "bạn bè" của họ hoặc với các cài đặt bảo mật khác một cách công khai. Người dùng cũng có thể sử dụng các ứng dụng nhúng khác nhau như Facebook Messenger, tham gia các nhóm sở thích chung và nhận thông báo về các hoạt động của bạn bè và các trang mà họ theo dõi. Facebook tuyên bố rằng có hơn 2,3 tỷ người dùng hoạt động hàng tháng tính đến tháng 12 năm 2018. Tuy nhiên, nó phải đối mặt với một vấn đề lớn với hàng loạt tài khoản giả mạo. Facebook đã bắt được 3 tỷ tài khoản giả, nhưng những tài khoản mà nó bỏ lỡ mới là vấn đề thực sự. Nhiều nhà phê bình đặt câu hỏi liệu Facebook có biết có bao nhiêu người dùng thật hay không. Facebook là một trong những công ty có giá trị nhất thế giới.
Facebook được nói đến rất nhiều trên các phương tiện truyền thông, bao gồm nhiều tranh cãi. Những điều này thường liên quan đến quyền riêng tư của người dùng (như vụ bê bối dữ liệu Cambridge Analytica), thao túng chính trị (như cuộc bầu cử ở Mỹ năm 2016), giám sát hàng loạt, các tác động tâm lý như nghiện Facebook và lòng tự trọng thấp, và nội dung mà một số người dùng thấy phản cảm, bao gồm cả tin tức giả mạo, thuyết âm mưu, lời nói căm thù và vi phạm bản quyền. Facebook cũng không xóa thông tin sai lệch khỏi các trang của mình, điều này mang đến những tranh cãi liên tục. Các nhà bình luận tuyên bố rằng Facebook giúp lan truyền thông tin sai lệch và tin tức giả mạo cũng như phóng đại số lượng người dùng của mình để thu hút các nhà quảng cáo.

## Lịch sử

### 2003–2006: Thefacebook, Thiel đầu tư và đổi tên
Zuckerberg đã viết một chương trình gọi là "Facemash" vào năm 2003 trong khi theo học Đại học Harvard như là một sinh viên năm thứ hai. Theo The Harvard Crimson, trang này có thể so sánh với Hot or Not và được sử dụng "các bức ảnh được biên soạn từ Facebook trực tuyến của chín ngôi nhà, đặt hai bên cạnh nhau và yêu cầu người dùng chọn". Facemash đã thu hút 450 lượt truy cập và 22.000 lượt xem ảnh trong bốn giờ đầu tiên trên mạng. Trang web Facemash nhanh chóng được chuyển tiếp tới một số máy chủ danh sách nhóm trường, nhưng đã bị đóng cửa một vài ngày sau đó bởi chính quyền Harvard. Zuckerberg phải đối mặt với trục xuất và bị buộc tội bởi chính quyền với vi phạm an ninh, vi phạm bản quyền, và vi phạm quyền riêng tư cá nhân. Cuối cùng, các cáo buộc đã bị bỏ qua. Zuckerberg đã mở rộng dự án ban đầu này vào học kỳ bằng cách tạo ra một công cụ nghiên cứu xã hội trước kỳ thi cuối cùng về lịch sử nghệ thuật. Anh ấy đã tải tất cả hình ảnh nghệ thuật lên một trang web, mỗi hình ảnh đều có phần nhận xét tương ứng, sau đó chia sẻ trang web với bạn học của mình và mọi người bắt đầu chia sẻ ghi chú.
Một "face book" là một thư mục sinh viên có ảnh và thông tin cơ bản. Năm 2003, không có facebook trực tuyến phổ thông tại Harvard, chỉ có các tờ giấy được phân phối và các thư mục trực tuyến riêng tư. Zuckerberg nói với Crimson rằng "Mọi người đang nói rất nhiều về một face book phổ quát trong Harvard.... Tôi có thể làm điều đó tốt hơn họ có thể, và tôi có thể làm điều đó trong một tuần. " Vào tháng 1 năm 2004, Zuckerberg bắt đầu viết mã cho một trang web mới, được gọi là "TheFacebook", với nguồn cảm hứng từ một bài xã luận ở Crimson về Facemash, nói rằng "Rõ ràng là công nghệ cần thiết để tạo ra một trang web tập trung là có sẵn... những lợi ích rất nhiều." Vào ngày 4 tháng 2 năm 2004, Zuckerberg đã phát hành "TheFacebook", ban đầu được đặt tại thefacebook.com.
Sáu ngày sau khi trang web được giới thiệu, những người cao niên Harvard Cameron Winklevoss, Tyler Winklevoss và Divya Narendra đã cáo buộc Zuckerberg cố ý gây hiểu nhầm họ tin rằng anh ta sẽ giúp họ xây dựng một mạng xã hội có tên HarvardConnection.com. Họ tuyên bố rằng anh đã thay vì sử dụng ý tưởng của họ để xây dựng một sản phẩm cạnh tranh. Ba người than phiền với The Harvard Crimson và tờ báo bắt đầu một cuộc điều tra. Sau đó, họ đã đệ đơn kiện Zuckerberg, sau đó đã giải quyết trong năm 2008 cho 1,2 triệu cổ phiếu (trị giá 300 triệu USD tại IPO của Facebook).
Thành viên ban đầu được giới hạn cho sinh viên của Đại học Harvard; trong tháng đầu tiên, hơn một nửa số sinh viên đại học tại Harvard đã được đăng ký trên dịch vụ Eduardo Saverin, Dustin Moskovitz, Andrew McCollum và Chris Hughes đã tham gia Zuckerberg để giúp quản lý sự phát triển của trang web. Vào tháng 3 năm 2004, Facebook đã mở rộng đến các trường đại học Columbia, Stanford và Yale. Sau đó nó được mở cho tất cả các trường đại học Ivy League, Đại học Boston, Đại học New York, MIT, Washington và dần dần hầu hết các trường đại học ở Hoa Kỳ và Canada.
Vào giữa năm 2004, người đồng sáng lập Napster co-founder  và nhà doanh nghiệp Sean Parker - một cố vấn không chính thức cho Zuckerberg - trở thành chủ tịch của công ty. Vào tháng 6 năm 2004, Facebook chuyển cơ sở hoạt động sang California. Nó đã nhận được khoản đầu tư đầu tiên vào cuối tháng đó từ người đồng sáng lập PayPal, Peter Thiel. Năm 2005, công ty đã bỏ "the" khỏi tên của nó sau khi mua tên miền facebook.com với giá 200.000 đô la Mỹ. Miền facebook.com thuộc về Tập đoàn AboutFace trước khi mua. Trang web này xuất hiện lần cuối vào ngày 8 tháng 4 năm 2005, từ ngày 10 tháng 4 năm 2005 đến ngày 4 tháng 8 năm 2005, tên miền này đã đưa ra lỗi 403.
Vào tháng 5 năm 2005, Accel Partners đã đầu tư 12,7 triệu đô la vào Facebook và Jim Breyer đã thêm 1 triệu đô la tiền của mình. Một phiên bản trung học của trang web đã được đưa ra vào tháng 9 năm 2005, mà Zuckerberg gọi là bước hợp lý tiếp theo. Facebook cũng mở rộng tính đủ điều kiện thành viên cho nhân viên của một số công ty, bao gồm cả Apple và Microsoft.
Vào ngày 16/10/2022 đồng loạt hàng triệu tài khoản không thể nhận được mã xác thực 2 yếu tố từ Facebook hiện tại trên kho ứng dụng Chplay và App Store Facebook đang phải nhận bão 1 sao.

### 2006–2012: Truy cập công cộng, liên minh Microsoft và tăng trưởng nhanh
Vào ngày 26 tháng 9 năm 2006, Facebook đã được mở cho tất cả mọi người ít nhất 13 tuổi với một địa chỉ email hợp lệ. Vào cuối năm 2007, Facebook đã có 100.000 trang kinh doanh (các trang cho phép các công ty quảng bá bản thân và thu hút khách hàng). Những trang này bắt đầu như các trang nhóm, nhưng một khái niệm mới được gọi là các trang công ty đã được lên kế hoạch. Trang bắt đầu triển khai cho các doanh nghiệp vào tháng 5 năm 2009. Vào ngày 24 tháng 10 năm 2007, Microsoft đã thông báo rằng họ đã mua 1,6% cổ phần của Facebook với giá 240 triệu đô la, cho Facebook tổng giá trị ngụ ý khoảng 15 tỷ đô la. Việc mua của Microsoft bao gồm quyền đặt quảng cáo quốc tế trên trang mạng xã hội.
Vào tháng 10 năm 2008, Facebook thông báo sẽ thành lập trụ sở quốc tế tại Dublin, Ireland. Gần một năm sau, vào tháng 9 năm 2009, Facebook nói rằng lần đầu tiên nó đã biến dòng tiền tích cực. Một nghiên cứu của Compete.com tháng 1 năm 2009 đã xếp hạng Facebook là dịch vụ mạng xã hội được sử dụng nhiều nhất bởi người dùng hoạt động hàng tháng trên toàn thế giới. Entertainment Weekly đã đưa trang web vào danh sách "best-of" của thập niên cuối, nói rằng "Chúng ta đã làm thế nào để chúng ta theo dõi những ngày xưa của chúng ta, hãy nhớ sinh nhật của đồng nghiệp của chúng ta, lừa bạn bè của chúng ta, và chơi một trò chơi sôi nổi Scrabulous bằng Facebook?"
Lưu lượng truy cập vào Facebook tăng đều đặn sau năm 2009. Công ty đã công bố 500 triệu người dùng vào tháng 7 năm 2010, và theo dữ liệu của nó, một nửa số thành viên của trang web sử dụng Facebook hàng ngày, trung bình 34 phút, trong khi 150 triệu người dùng truy cập trang web bằng điện thoại di động. Trong tháng 11 năm 2010, dựa trên SecondMarket Inc. (một cuộc trao đổi cổ phiếu của các công ty tư nhân), giá trị của Facebook là 41 tỷ đô la. Công ty đã vượt qua eBay để trở thành công ty web lớn thứ ba của Mỹ sau Google và Amazon.com.
Đầu năm 2011, Facebook đã công bố kế hoạch chuyển trụ sở của mình sang khuôn viên Sun Microsystems trước đây tại Menlo Park, California. Vào tháng 3 năm 2011, đã có thông báo rằng Facebook đã xóa khoảng 20.000 hồ sơ mỗi ngày đối với các vi phạm như tin nhắn rác, nội dung đồ họa và sử dụng tuổi vị thành niên, như một phần nỗ lực tăng cường an ninh mạng. Số liệu thống kê của DoubleClick cho thấy rằng Facebook đã đạt đến một nghìn tỷ lượt xem trang trong tháng 6 năm 2011, khiến trang web được truy cập nhiều nhất bởi thống kê của DoubleClick. Theo một nghiên cứu của Nielsen, Facebook vào năm 2011 trở thành trang web được truy cập nhiều thứ hai ở Hoa Kỳ sau Google.

### 2012–2013: IPO, vụ kiện và người dùng một phần tỷ
Facebook cuối cùng đã đệ đơn xin chào bán lần đầu vào ngày 1 tháng 2 năm 2012. Facebook đã tổ chức một đợt chào bán công khai lần đầu vào ngày 17 tháng 5 năm 2012, thương lượng giá cổ phiếu là 38 đô la Mỹ. Công ty có giá trị 104 tỷ đô la, mức định giá lớn nhất cho đến nay cho một công ty đại chúng mới niêm yết. Facebook bắt đầu bán cổ phần cho công chúng và giao dịch trên NASDAQ vào ngày 18 tháng 5 năm 2012. Dựa trên thu nhập năm 2012 là 5 tỷ đô la, Facebook đã gia nhập danh sách Fortune 500 lần đầu tiên vào tháng 5 năm 2013, được xếp hạng ở vị trí 462.
Facebook đã đệ trình tài liệu S1 của họ với Ủy ban Chứng khoán và Giao dịch vào ngày 1 tháng 2 năm 2012. Công ty đã áp dụng cho một IPO trị giá 5 tỷ USD, một trong những dịch vụ lớn nhất trong lịch sử công nghệ. IPO đã huy động được 16 tỷ đô la Mỹ, trở thành IPO lớn thứ ba trong lịch sử Hoa Kỳ, sau Visa Inc. năm 2008 và AT&T Wireless vào năm 2000.
Cổ phiếu bắt đầu giao dịch vào ngày 18 tháng 5; cổ phiếu đã phải vật lộn để ở trên mức giá IPO trong hầu hết thời gian trong ngày, nhưng lập kỷ lục về khối lượng giao dịch của một đợt IPO (460 triệu cổ phiếu). Ngày đầu tiên của giao dịch đã bị hủy hoại bởi các trục trặc kỹ thuật ngăn cản các đơn mua cổ phiếu; chỉ những vấn đề kỹ thuật và sự hỗ trợ nhân tạo từ các nhà bảo hiểm đã ngăn cản giá cổ phiếu giảm xuống dưới mức giá IPO trong ngày. Vào tháng 3 năm 2012, Facebook đã công bố App Center, một cửa hàng bán các ứng dụng hoạt động thông qua trang web. Cửa hàng đã có mặt trên iPhone, thiết bị Android và người dùng web di động.
Vào ngày 22 tháng 5 năm 2012, Yahoo! Trang web tài chính báo cáo rằng các nhà bảo lãnh dẫn đầu của Facebook, Morgan Stanley (MS), JP Morgan (JPM) và Goldman Sachs (GS), đã cắt giảm dự báo thu nhập của họ cho công ty ở giữa quá trình IPO. Cổ phiếu đã bắt đầu rơi tự do vào lúc này, đóng cửa tại mức 34.03 vào ngày 21 tháng 5 và 31.00 vào ngày 22 tháng 5. Một hạn chế giao dịch được sử dụng trong nỗ lực làm chậm sự suy giảm của giá cổ phiếu. Chủ tịch Ủy ban Chứng khoán và Giao dịch Mary Schapiro, và Chủ tịch Cơ quan Quản lý Công nghiệp Tài chính (FINRA) Rick Ketchum, đã kêu gọi xem xét lại các hoàn cảnh xung quanh IPO.
IPO của Facebook do đó đã được nghiên cứu và được so sánh với một chương trình "bơm và đổ". Một vụ kiện tập thể đã được đệ trình vào tháng 5 năm 2012 vì những trục trặc trong kinh doanh, dẫn đến các lệnh bị hỏng. Các vụ kiện đã được đệ trình, cáo buộc rằng một bảo lãnh cho Morgan Stanley tiết lộ các ước tính thu nhập được điều chỉnh cho các khách hàng ưa thích.
Những người bảo lãnh khác của MS, JPM, GS, giám đốc điều hành và hội đồng quản trị của Facebook, và NASDAQ cũng phải đối mặt với vụ kiện sau khi nhiều vụ kiện được đệ trình, trong khi SEC và FINRA cả hai đưa ra các cuộc điều tra. Người ta tin rằng việc điều chỉnh các ước tính thu nhập được truyền đạt tới những người bảo lãnh bởi một nhân viên tài chính Facebook, người đã sử dụng thông tin này để rút tiền cho vị trí của họ trong khi rời công chúng với những cổ phiếu đắt đỏ. Vào cuối tháng 5 năm 2012, cổ phiếu của Facebook mất hơn một phần tư giá trị khởi đầu của nó, dẫn đến The Wall Street Journal ghi nhãn IPO là "thất bại". Zuckerberg đã thông báo với giới truyền thông vào đầu tháng 10 năm 2012 rằng Facebook đã vượt qua số người dùng tích cực hàng tháng là một tỷ. Dữ liệu của công ty cũng tiết lộ 600 triệu người dùng di động, 219 tỷ lượt tải lên ảnh và 140 tỷ kết nối bạn bè.

### 2013–2014: Phát triển trang web, A4AI và kỷ niệm 10 năm
Vào ngày 15 tháng 1 năm 2013, Facebook đã công bố Facebook Graph Search, cung cấp cho người dùng một "câu trả lời chính xác", chứ không phải là một liên kết đến câu trả lời bằng cách tận dụng dữ liệu hiện có trên trang web của nó. Facebook nhấn mạnh rằng tính năng này sẽ là "nhận thức về quyền riêng tư", chỉ trả lại kết quả từ nội dung đã được chia sẻ với người dùng. Vào ngày 3 tháng 4 năm 2013, Facebook đã tiết lộ Facebook Home, một lớp giao diện người dùng cho các thiết bị Android cung cấp tích hợp lớn hơn với trang web.
Vào ngày 15 tháng 4 năm 2013, Facebook đã công bố một liên minh trên 19 tiểu bang với Hiệp hội luật sư quốc gia, để cung cấp cho thanh thiếu niên và phụ huynh thông tin về các công cụ quản lý hồ sơ mạng xã hội. Vào ngày 19 tháng 4 năm 2013, Facebook đã chính thức sửa đổi biểu trưng của nó để xóa đường màu xanh nhạt ở cuối biểu tượng "F". Chữ F di chuyển đến gần mép hơn.
Theo sau một chiến dịch của 100 nhóm vận động chính sách, Facebook đồng ý cập nhật chính sách về ngôn từ kích động thù địch. Chiến dịch nêu bật nội dung quảng bá bạo lực gia đình và tình dục đối với phụ nữ và sử dụng hơn 57.000 tweet và hơn 4.900 email đã khiến 15 công ty chặn quảng cáo từ trang web, bao gồm Nissan UK, House of Burlesque và Nationwide UK. Các trang web truyền thông xã hội ban đầu phản ứng bằng cách nói rằng "trong khi nó có thể thô tục và gây khó chịu, nội dung khó chịu một mình không vi phạm chính sách của chúng tôi". Nó quyết định hành động vào ngày 29 tháng 5 năm 2013, sau khi "rõ ràng rằng hệ thống của chúng tôi để xác định và loại bỏ ngôn từ kích động thù địch đã không hoạt động hiệu quả như chúng tôi muốn, đặc biệt là xung quanh vấn đề thù địch dựa trên giới tính".
Vào ngày 12 tháng 6 năm 2013, Facebook đã thông báo trên phòng tin rằng họ đã giới thiệu thẻ bắt đầu bằng # có thể nhấp để giúp người dùng theo dõi các cuộc thảo luận thịnh hành hoặc tìm kiếm những gì người khác đang nói về một chủ đề. Tháng 7 năm 2013, bài viết trên Tạp chí Phố Wall đã xác định IPO của Facebook là nguyên nhân gây ra thay đổi ở Hoa Kỳ 'thống kê kinh tế quốc gia', vì khu vực chính quyền địa phương của trụ sở chính của công ty, Quận San Mateo, California, đã trở thành quận có thu nhập cao nhất trong nước sau quý IV năm 2012. Cục Thống kê Lao động cho biết mức lương trung bình hàng tuần trong quận là 3.240 đô la Mỹ, cao hơn 107% so với năm trước. Nó ghi nhận mức lương là "tương đương 168.000 đô la một năm và cao hơn 50% so với quận cao nhất tiếp theo, Quận New York (hay còn gọi là Manhattan), ở mức 2.107 đô la một tuần, hoặc khoảng 110.000 đô la một năm."
Facebook đã bị chính phủ Trung Quốc chặn năm 2009. Vào tháng 9 năm 2013, tờ South China Morning Post đã thông báo rằng nó sẽ được khóa tại Khu Thương mại Tự do Thượng Hải để chào đón các công ty nước ngoài đầu tư và cho phép người nước ngoài sống và làm việc vui vẻ trong khu vực tự do thương mại. Tuy nhiên, một vài ngày sau đó, tờ Nhân dân nhật báo, tờ báo chính thức của Đảng Cộng sản Trung Quốc, bác bỏ báo cáo trước đó.
Facebook đã được công bố là thành viên của Liên minh với giá cả phải chăng Internet (A4AI) vào tháng 10 năm 2013, khi A4AI được ra mắt. A4AI là liên minh của các tổ chức công cộng và tư nhân bao gồm Google, Intel và Microsoft. Được dẫn dắt bởi Sir Tim Berners-Lee, A4AI tìm cách làm cho truy cập Internet trở nên hợp lý hơn để truy cập được mở rộng ở các nước đang phát triển, nơi chỉ có 31% người đang trực tuyến. Google sẽ giúp giảm giá truy cập Internet để họ giảm xuống dưới mục tiêu toàn cầu của Ủy ban Băng thông rộng Liên Hợp Quốc là 5% thu nhập hàng tháng. Một báo cáo của Reuters, được công bố vào ngày 11 tháng 12 năm 2013, tuyên bố rằng Standard & Poor's đã công bố vị trí của Facebook trên chỉ số S&P 500 "sau khi kết thúc giao dịch vào ngày 20 tháng 12". Facebook công bố lợi nhuận quý 4 năm 2013 là 523 triệu USD (20 cent/cổ phần), tăng 64 triệu USD so với năm trước, cũng như 945 triệu người dùng di động.
Công ty tổ chức lễ kỷ niệm sinh nhật lần thứ 10 vào ngày 3 tháng 2 năm 2014. Trong ba tháng đầu năm 2014, hơn một tỷ người dùng đã đăng nhập vào tài khoản Facebook của họ trên thiết bị di động. Là một phần trong kết quả quý II của công ty, Facebook đã thông báo vào cuối tháng 7 năm 2014 rằng điện thoại di động chiếm 62% doanh thu quảng cáo, tăng 21% so với năm trước. Đến tháng 9 năm 2014, vốn hóa thị trường của Facebook đã tăng lên hơn 200 tỷ đô la.
Cùng với các nhân vật công nghệ khác của Mỹ như Jeff Bezos và Tim Cook, Zuckerberg đã tổ chức chuyến thăm chính trị gia Trung Quốc Lu Wei, được gọi là "Hoàng tử Internet" cho ảnh hưởng của ông trong việc thực thi chính sách trực tuyến của Trung Quốc, tại trụ sở của Facebook ngày 8/12/2014. sau khi Zuckerberg tham gia một phiên hỏi đáp tại Đại học Thanh Hoa ở Bắc Kinh, Trung Quốc, vào ngày 23 tháng 10 năm 2014, nơi ông đã cố gắng trò chuyện bằng tiếng phổ thông - mặc dù Facebook bị cấm ở Trung Quốc, Zuckerberg được mọi người đánh giá cao. thúc đẩy ngành kinh doanh đang phát triển của quốc gia. Một cuốn sách của chủ tịch Trung Quốc Tập Cận Bình tìm thấy trên bàn làm việc của Zuckerberg đã thu hút rất nhiều sự chú ý trên truyền thông, sau khi người sáng lập Facebook giải thích cho Lu, "Tôi muốn họ [nhân viên Facebook] hiểu chủ nghĩa xã hội với đặc điểm Trung Quốc."

### 2015 – hiện tại: Kết hợp chống tin tức giả mạo và các liên doanh khác
Kể từ ngày 21 tháng 1 năm 2015, thuật toán của Facebook được lập trình để lọc ra nội dung sai hoặc gây hiểu lầm, chẳng hạn như tin bài giả mạo và trò lừa bịp và sẽ được người dùng chọn tùy chọn gắn cờ câu chuyện là "tin tức giả mạo hoặc lừa đảo". Theo Reuters, nội dung như vậy được "lan truyền như một đám cháy" trên nền tảng truyền thông xã hội. Facebook duy trì nội dung "châm biếm", có ý định hài hước, hoặc nội dung được dán nhãn rõ ràng là châm biếm ", sẽ được xem xét và không nên bị chặn lại. Tuy nhiên, thuật toán này đã bị buộc tội duy trì "bong bóng lọc", trong đó cả hai tài liệu mà người dùng không đồng ý với và các bài đăng có mức độ thích thấp cũng sẽ không được xem. Vào tháng 11 năm 2015, Zuckerberg kéo dài thời gian nghỉ thai sản cùng vợ từ 4 tuần đến 4 tháng.
Vào ngày 12 tháng 4 năm 2016, Zuckerberg đã tiết lộ một kế hoạch dài hàng thập kỷ cho Facebook trong một bài phát biểu quan trọng. Bài phát biểu của ông vạch ra tầm nhìn của ông, dựa trên ba trụ cột chính: trí thông minh nhân tạo, tăng cường kết nối trên toàn thế giới và thực tế ảo tăng cường. Vào tháng 6 năm 2016, Facebook đã công bố Deep Text, một chương trình xử lý ngôn ngữ tự nhiên AI sẽ tìm hiểu ý định và ngữ cảnh của người dùng bằng 20 ngôn ngữ.
Vào tháng 7 năm 2016, một vụ kiện 1 tỷ đô la Mỹ đã được đệ trình chống lại công ty cho rằng nó đã cho phép nhóm Hamas sử dụng nó để thực hiện các cuộc tấn công đã chấm dứt mạng sống của bốn người. Facebook đã phát hành các bản thiết kế của máy ảnh Surround 360 trên GitHub theo giấy phép nguồn mở. Vào tháng 9 năm 2016, nó đã giành được một giải Emmy cho phim hoạt hình trực quan "Henry".
Vào tháng 10 năm 2016, Facebook đã công bố một công cụ truyền thông tính phí gọi là Workplace nhằm "kết nối mọi người" trong khi làm việc. Người dùng có thể tạo tiểu sử, xem nội dung cập nhật từ đồng nghiệp trên nguồn cấp dữ liệu tin tức của họ, phát video trực tiếp và tham gia vào các cuộc trò chuyện nhóm an toàn. Facebook hàng năm có một hội nghị Oculus Connect. Sau cuộc bầu cử tổng thống năm 2016, Facebook thông báo sẽ tiếp tục chống lại sự lây lan của tin giả bằng cách sử dụng các kiểm tra thực tế từ các trang web như FactCheck.org và Associated Press (AP), làm cho việc báo cáo dễ dàng hơn thông qua cộng đồng và ngăn chặn nguồn tài chính chảy vào từ người gửi thư rác.
Vào ngày 17 tháng 1 năm 2017, Facebook COO Sheryl Sandberg dự định mở Station F, một cơ sở vườn ươm khởi nghiệp ở Paris, Pháp. Trong chu kỳ 6 tháng, Facebook sẽ làm việc với 10 đến 15 công ty khởi nghiệp theo hướng dữ liệu để giúp họ phát triển doanh nghiệp của họ. Vào ngày 18 tháng 4 năm 2017, Facebook đã công bố sự ra mắt beta của Facebook Spaces tại hội nghị phát triển F8 hàng năm của Facebook tại San Francisco. Facebook Spaces, một phiên bản ứng dụng thực tế ảo của Facebook cho kính Oculus VR thuộc sở hữu của Facebook. Trong không gian ảo và được chia sẻ, người dùng có thể truy cập vào lựa chọn được sắp xếp các ảnh và video 360 độ bằng hình đại diện của họ, với sự hỗ trợ của bộ điều khiển. Người dùng cũng có thể truy cập ảnh và video của riêng họ và mọi phương tiện được chia sẻ trên nguồn cấp tin tức Facebook của họ. Ứng dụng beta hiện có sẵn trong Cửa hàng Oculus.
Vào tháng 9 năm 2017, Facebook thông báo sẽ chi tới 1 tỷ USD cho các chương trình gốc cho nền tảng Facebook Watch của mình. Vào ngày 16 tháng 10 năm 2017, Facebook đã mua lại ứng dụng phương tiện truyền thông xã hội tbh với số tiền không tiết lộ, thông báo ý định rời khỏi ứng dụng độc lập, tương tự như Instagram và WhatsApp. Vào tháng 5 năm 2018, tại hội nghị các nhà phát triển F8 hàng năm ở San Jose, California, Facebook đã thông báo sẽ thực hiện dịch vụ hẹn hò riêng. Cổ phiếu trong nhóm đối tác kinh doanh hẹn hò giảm 22% sau thông báo. Vào tháng 7 năm 2018, Facebook đã bị các cơ quan giám sát của Anh trả 500.000 bảng Anh vì không đáp ứng được yêu cầu xóa dữ liệu. Vào ngày 18 tháng 7 năm 2018, Facebook đã thành lập một công ty con có tên là Lianshu Science & Technology tại thành phố Hàng Châu, tỉnh Chiết Giang, Trung Quốc, với số vốn đăng ký 30 triệu đô la Mỹ. Tất cả các cổ phần của nó đều do chi nhánh Facebook Hong Kong nắm giữ. Tuy nhiên, việc phê duyệt đăng ký của công ty con đã được rút ra nhanh chóng, do sự bất đồng giữa các quan chức ở tỉnh Chiết Giang và Cơ quan quản lý không gian mạng của Trung Quốc.
Vào ngày 26 tháng 7 năm 2018, Facebook trở thành công ty đầu tiên mất hơn 100 tỷ USD cổ phiếu trong một ngày. Nó giảm từ gần 630 tỷ USD xuống còn 510 tỷ USD, mất 19%, sau những báo cáo bán hàng thất vọng.
Vào ngày 27 tháng 7 năm 2018, Facebook đã tạm ngưng trang chính thức của chuyên gia bình luận và nhà bình luận chính trị Alex Jones trong 30 ngày. Trang web tuyên bố rằng Jones đã tham gia vào lời nói căm thù chống lại Robert Mueller.
Vào ngày 31 tháng 7 năm 2018, Facebook tiết lộ rằng công ty đã xóa 17 tài khoản liên quan đến cuộc bầu cử năm 2018 của Mỹ cho các cuộc bầu cử chính trị quốc gia, tiểu bang và địa phương. Công ty đã phát hành một tuyên bố liên quan đến các vụ vi phạm an ninh trước đó nói rằng "Rõ ràng là bất cứ ai thiết lập các tài khoản này để che khuất danh tính thực sự của họ so với Cơ quan Nghiên cứu Internet (IRA) có trụ sở tại Nga trong quá khứ. Điều này có thể một phần là do những thay đổi mà chúng tôi đã thực hiện trong năm qua để làm cho loại lạm dụng này trở nên khó khăn hơn nhiều."
Vào ngày 19 tháng 9 năm 2018, Facebook thông báo rằng, để phân phối tin tức bên ngoài Hoa Kỳ, nó sẽ làm việc với các tổ chức xúc tiến dân chủ được tài trợ bởi Hoa Kỳ, Viện Cộng hòa Quốc tế và Viện Dân chủ Quốc gia, được liên kết với các đảng Dân chủ và Cộng hòa. Thông qua Phòng thí nghiệm nghiên cứu pháp y kỹ thuật số, Facebook hợp tác với Hội đồng Đại Tây Dương, một bể tư duy liên kết với NATO. Họ đã thực hiện một khoản trợ cấp cho Agência Lupa và Aos Fatos, các nhân viên kiểm tra của Brazil, để giao tiếp tốt hơn với người dùng Facebook trong cuộc bầu cử Brazil được lên lịch vào năm 2018.
Vào tháng 11 năm 2018, Facebook đã tung ra một thương hiệu của các màn hình thông minh được gọi là Portal và Portal Plus (Portal +). Các loa thông minh được tăng cường màn hình sử dụng Alexa của Amazon (dịch vụ trợ lý cá nhân thông minh). Các thiết bị này cũng bao gồm chức năng trò chuyện video được hỗ trợ qua Facebook Messenger.

## Công ty

### Quản lý
Nhân viên quản lý chính của Facebook bao gồm Mark Zuckerberg (Chủ tịch và Giám đốc điều hành), Sheryl Sandberg (Giám đốc điều hành), David Wehner (Giám đốc tài chính), Mike Schroepfer (Giám đốc công nghệ), và Chris Cox (Giám đốc sản phẩm). Tính đến  ngày 30 tháng 6 năm  2017, Facebook có 20,658 nhân viên.

### Doanh thu

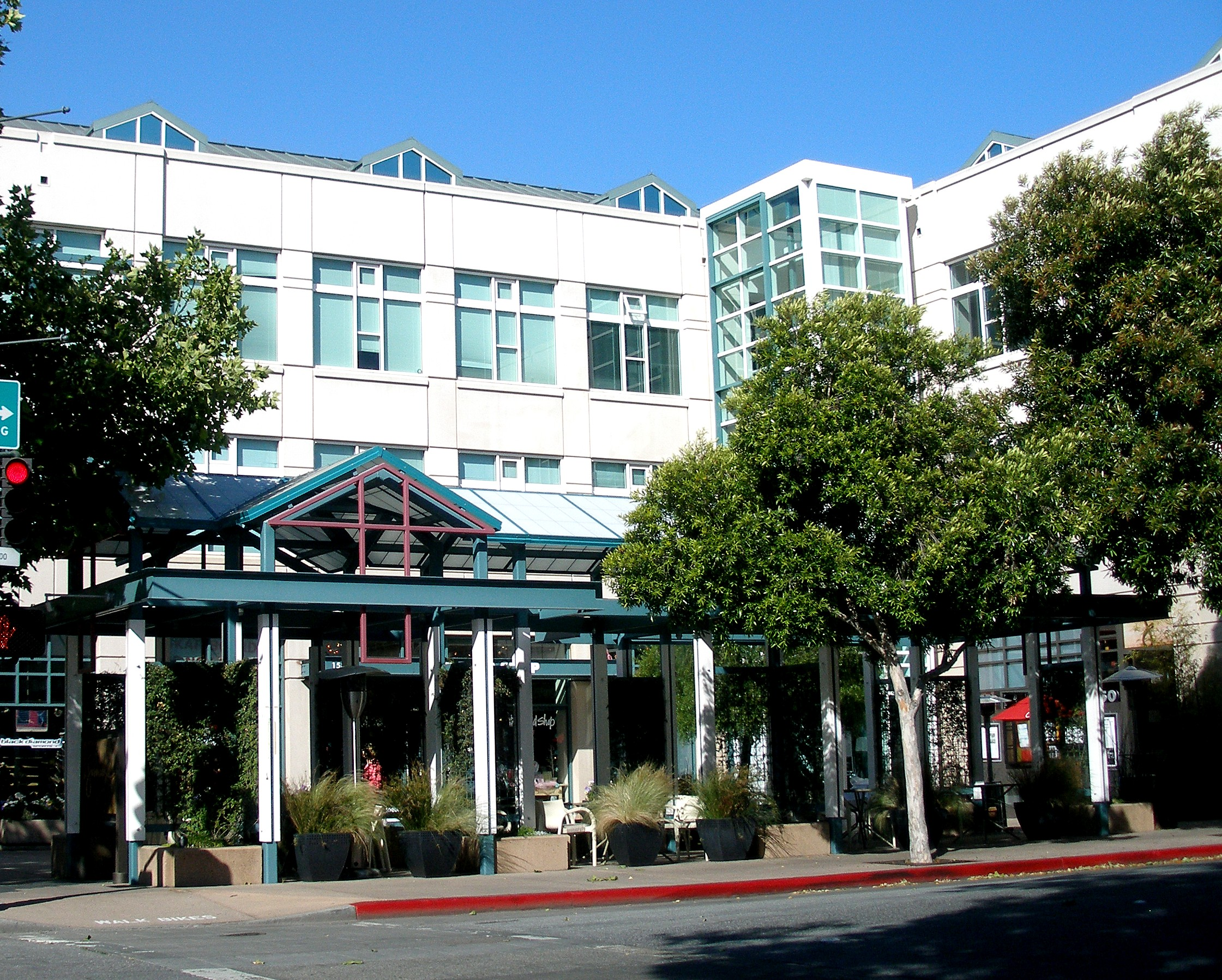
Trụ sở hiện tại của Facebook ở Stanford Research Park, Palo Alto, California.

Facebook xếp thứ 76 trong danh sách Fortune 500 năm 2018 của các tập đoàn lớn nhất Hoa Kỳ theo tổng doanh thu. Phần lớn doanh thu của Facebook đến từ quảng cáo. Microsoft là một đối tác đặc biệt của Facebook về các dịch vụ banner quảng cáo, và Facebook chỉ đăng các quảng cáo thuộc mạng lưới quảng cáo của Microsoft. Theo comScore, một công ty nghiên cứu thị trường internet, Facebook thu thập rất nhiều dữ liệu từ những người viếng thăm tương đương như Google và Microsoft, nhưng ít hơn so với Yahoo!. Năm 2010, đội an ninh mạng của công ty đã bắt đầu mở rộng các nỗ lực nhằm ngăn chặn những nguy hiểm và phá hoại từ phía người sử dụng. Ngày 6 tháng 11 năm 2007, Facebook triển khai Facebook Beacon nhằm ngăn chặn những cố gắng quảng cáo đến bạn bè của các thành viên nhờ sử dụng những thông tin cá nhân của thành viên đó.
Facebook nói chung có tỉ lệ nhấp chuột (clickthrough rate) (CTR) vào các nội dung quảng cáo nhỏ so với nhiều website lớn. Đối với các banner quảng cáo, CTR của banner chỉ bằng một phần năm so với CTR của toàn bộ các nội dung (đường link) trên FB. Điều này có nghĩa là tỉ lệ người dùng FB nhấp chuột vào nội dung quảng cáo nhỏ hơn so với các website lớn khác. Ví dụ, trong khi số người click vào quảng cáo đầu tiên cho kết quả tìm được trên Google trung bình là 8% thời gian (80.000 click cho 1 triệu tìm kiếm), thì người dùng Facebook click vào quảng cáo trung bình 0,04% thời gian (400 click cho 1 triệu trang). Nguyên nhân gây ra CTR thấp của Facebook là do người dùng trẻ tuổi kích hoạt phần mềm chặn quảng cáo và khả năng của họ trong việc bỏ qua thông điệp quảng cáo, cũng như mục đích chính của trang web là giao tiếp xã hội chứ không phải là xem nội dung. Theo tư vấn kỹ thuật số iStrategy Labs vào giữa tháng 1 năm 2014, ba triệu người dùng ít hơn trong độ tuổi từ 13 đến 17 đã có mặt trên nền tảng Quảng cáo xã hội của Facebook so với năm 2011.
Sarah Smith, giám đốc hoạt động bán hàng trực tuyến của Facebook, xác nhận rằng các chiến dịch quảng cáo thành công trên FB có tỉ lệ nhấp chuột CTR là 0,05% tới 0,04%, và rằng CTR cho các quảng cáo có xu hướng giảm xuống trong vòng hai tuần. So với CTR của mạng xã hội MySpace, tỉ lệ này là 0,1%, cao hơn 2,5 lần của Facebook nhưng vẫn thấp hơn so với nhiều website. Giá trị CTR của Facebook khá thấp có thể giải thích do FB bao gồm những thành viên là những người hiểu biết về công nghệ hơn và họ sử dụng các phần mềm chặn quảng cáo để ẩn đi những quảng cáo trên FB, có nhiều thành viên trẻ tuổi hơn tham gia FB do vậy họ cũng bỏ qua những thông tin quảng cáo; và trên Myspace, các thành viên dành nhiều thời gian để duyệt nội dung trong khi trên Facebook các thành viên lại sử dụng nhiều thời gian để trao đổi với bạn bè và do vậy họ bỏ qua sự chú ý tới nội dung quảng cáo.
Trên các trang cho các thương hiệu và sản phẩm, tuy nhiên, một số công ty đã báo cáo CTR cao tới 6,49% cho bài viết ở Wall (một tính năng của Facebook). Involver, một nền tảng tiếp thị xã hội, công bố vào tháng 7 năm 2008 rằng nó quản lý để đạt được CTR là 0,7% trên Facebook (hơn 10 lần so với kết quả CTR từ các chiến dịch quảng cáo tiêu biểu trên Facebook) cho khách hàng đầu tiên của Involver, công ty phần mềm Serena, quản lý để chuyển đổi 1.100.000 lượt xem vào 8.000 khách truy cập vào trang web của họ. Một nghiên cứu cho thấy rằng đối với quảng cáo video trên Facebook, kết quả là đối với những người sử dụng đã xem những video này thì hơn 40% họ xem chúng toàn bộ, trong khi trung bình ngành công nghiệp là 25% đối với quảng cáo video trong banner.
Facebook có hơn 1.750 nhân viên và cộng tác viên ở 12 nước. Về quyền sở hữu Facebook, Mark Zuckerberg sở hữu 24% công ty, Accel Partners là 10%, Digital Sky Technologies là 10%, Dustin Moskovitz sơ hữu 6%, Eduardo Saverin là 5%, Sean Parker là 4%, Peter Thiel là 3%, Greylock Partners và Meritech Capital Partners mỗi bên sở hữu 1 tới 2%, Microsoft sở hữu 1,3%, Lý Gia Thành sở hữu 0,75%,Interpublic Group sở hữu ít hơn 0,5%, một nhóm nhỏ các nhân viên hiện tại và cựu nhân viên cũng như nhân vật nổi tiếng sở hữu ít hơn 1%, bao gồm Matt Cohler, Jeff Rothschild, thượng nghị sĩ bang California Barbara Boxer, Chris Hughes, và Owen Van Natta; Reid Hoffman và Mark Pincus có cổ phần khá lớn trong công ty, và 30% còn lại hoặc do nhân viên sở hữu, hoặc do những người muốn giấu tên hoặc từ những nhà đầu tư bên ngoài. Adam D'Angelo, giám đốc công nghệ và bạn của Zuckerberg, đã rút khỏi công ty vào tháng 5 năm 2008. Báo chí cho rằng ông và Zuckerberg đã tranh cãi, và rằng Adam không còn quan tâm đến việc sở hữu cổ phần công ty nữa.

## Website

Phần đăng nhập đặt ở phía trên bên phải của trang chủ Facebook, đối với ai chưa có tài khoản sẽ trông thấy trực tiếp mẫu đăng ký bên dưới.

Thành viên đã đăng ký có thể tạo hồ sơ với các hình ảnh, danh sách sở thích cá nhân, thông tin liên lạc, và những thông tin cá nhân khác. Người dùng có thể trao đổi với bạn bè và những người khác thông qua tin nhắn cá nhân hoặc công cộng và tính năng chat của Facebook. Họ cũng có thể tạo và gia nhập nhóm ưa thích hay "trang yêu thích" (trước đây gọi là "trang các fans", cho đến tận 19 tháng 4 năm 2010), một số trang được duy trì bởi các tổ chức và có banner quảng cáo.
Để xoa dịu những lo ngại về sự riêng tư, Facebook cho phép người dùng lựa chọn cài đặt bảo mật của riêng mình và lựa chọn những người có thể nhìn thấy phần cụ thể của tiểu sử của họ. Website là miễn phí đăng nhập, và nó phát sinh lợi nhuận từ quảng cáo, chẳng hạn thông qua banner quảng cáo. Facebook đòi hỏi tên thành viên và hình ảnh (nếu có) để mọi người có thể đăng nhập vào trang web. Người dùng có thể kiểm soát những ai nhìn thấy các thông tin mà họ đã chia sẻ, cũng như những người có thể tìm thấy chúng trong tìm kiếm, thông qua các thiết lập bảo mật của họ.

Cấu hình tùy chọn trên Facebook năm 2011. Được triển khai vào tháng 12 năm 2010.

Các phương tiện truyền thông thường so sánh Facebook với MySpace, nhưng có một ý nghĩa khác biệt giữa hai trang web là mức độ tuỳ biến. Một khác biệt nữa là sự yêu cầu của Facebook rằng người dùng sử dụng danh tính thực sự của họ, một đòi hỏi mà không có ở MySpace. MySpace cho phép người dùng trang trí hồ sơ của họ bằng cách sử dụng HTML và Cascading Style Sheets (CSS), trong khi Facebook chỉ cho phép bằng văn bản (plain text). Facebook có một số tính năng mà người dùng có thể tương tác. Chúng bao gồm Wall, một không gian trên trang hồ sơ của mỗi thành viên cho phép bạn bè họ đăng các tin nhắn cho thành viên để xem; Pokes (cú hích), cho phép người dùng gửi một "cái hích" ảo với nhau (một thông báo cho thành viên là họ đã bị chọc); Hình ảnh, nơi người dùng có thể upload album và hình ảnh; và Trạng thái, cho phép thành viên thông báo cho bạn bè họ đang ở đâu và làm gì. Tùy thuộc vào cài đặt riêng tư, bất cứ ai có thể xem hồ sơ của người dùng cũng có thể xem tính năng Wall của người dùng đó. Tháng 7 năm 2007, Facebook bắt đầu cho phép người dùng gửi file đính kèm với Wall, trong khi trước đây Wall chỉ giới hạn nội dung văn bản.

Giao diện khởi động của Facebook trên di động

Theo thời gian, Facebook đã thêm các tính năng mới vào website. Ngày 6 tháng 9 năm 2006, tính năng News Feed được ra, nó xuất hiện trên trang chủ của thành viên sử dụng và làm nổi bật thông tin bao gồm thay đổi hồ sơ, các sự kiện sắp tới, và ngày sinh nhật của bạn bè của thành viên đó. Điều này cho phép những người gửi thư rác (spammer) và người dùng khác thao tác với những tính năng này bằng cách tạo ra sự kiện bất hợp pháp hoặc đăng ngày sinh nhật giả để thu hút sự chú ý đến hồ sơ của họ. Ban đầu, News Feed không làm hài lòng đối với những người sử dụng Facebook; một số người phàn nàn là nó quá lộn xộn và đầy những thông tin không mong muốn, trong khi những người khác đề cập đến nó quá dễ dàng cho những người khác có thể theo dõi các hoạt động cá nhân của họ (chẳng hạn như thay đổi tình trạng quan hệ, sự kiện, và các cuộc hội thoại với thành viên khác).
Để đáp lại, Zuckerberg đã đưa ra một lời xin lỗi cho lỗ hổng của trang web và đưa vào các tính năng bảo mật thích hợp tùy biến được. Kể từ đó, người dùng đã có thể kiểm soát những loại thông tin được chia sẻ một cách tự động với bạn bè. Thành viên FB hiện nay có thể ngăn chặn những người trong danh sách bạn bè mà thành viên đó không muốn họ nhìn thấy thông tin cập nhật về một số loại hoạt động, bao gồm thay đổi hồ sơ, bài trên Wall, và bạn bè mới thêm vào.
Ngày 23 tháng 2 năm 2010, Facebook được cấp bằng sáng chế US patent 7669123 Lưu trữ ngày 5 tháng 11 năm 2015 tại Wayback Machine về những khía cạnh của News Feed. Bằng sáng chế bảo vệ News Feeds trong đó các liên kết được cung cấp để một người dùng có thể tham gia vào các hoạt động tương tự của một người dùng khác. Bằng sáng chế có thể khuyến khích Facebook theo đuổi hành động chống lại các trang web vi phạm bằng sáng chế của họ, mà có khả năng có thể bao gồm các trang web như Twitter.
Một trong những ứng dụng phổ biến nhất trên Facebook là ứng dụng Hình ảnh (Photos), nơi thành viên có thể upload album và hình ảnh. Facebook cho phép người dùng tải lên không giới hạn số hình ảnh, so với các dịch vụ lưu trữ hình ảnh khác như Photobucket và Flickr, trong đó áp dụng giới hạn số lượng các bức ảnh mà người dùng được phép tải lên. Trong những năm đầu tiên, người dùng Facebook được giới hạn đến 60 hình ảnh cho mỗi album. Tính đến tháng 5 năm 2009, giới hạn này đã được tăng lên đến 200 bức ảnh mỗi album.
Các thiết lập bảo mật có thể được đặt cho các album cá nhân, hạn chế các nhóm người sử dụng có thể xem một album. Ví dụ, tính riêng tư của một album có thể được thiết lập để chỉ những bạn bè của thành viên có thể xem album, trong khi tính riêng tư của album khác có thể được thiết lập để tất cả người dùng Facebook có thể nhìn thấy nó. Một tính năng của ứng dụng hình ảnh là khả năng "tag", hay đánh nhãn một thành viên trong một bức ảnh. Ví dụ, nếu một bức ảnh có một người bạn của thành viên, sau đó thành viên này có thể "tag" người bạn trong bức ảnh. Điều này sẽ gửi một thông báo cho người bạn rằng họ đã được gắn thẻ, và cung cấp cho họ một liên kết để xem bức ảnh.

Hồ sơ trên Thefacebook năm 2005

Hồ sơ Facebook năm 2007

Facebook Notes được giới thiệu vào ngày 22 tháng 8 năm 2006, một tính năng viết blog cho phép nhúng các thẻ và hình ảnh. Thành viên sau đó có thể nhập blog từ Xanga, LiveJournal, Blogger, và các dịch vụ blog khác. Trong tuần lễ từ ngày 7 tháng 4 năm 2008, Facebook đưa ra ứng dụng nhắn tin tức thời dựa trên ngôn ngữ lập trình Comet gọi là "Chat" cho một vài mạng, cho phép người dùng giao tiếp với bạn bè và nó có chức năng tương tự ứng dụng tin nhắn tức thời của máy tính để bàn.
Ngày 8 tháng 2 năm 2007, Facebook ra mắt tính năng Quà tặng, cho phép người dùng gửi quà tặng ảo cho bạn bè của họ xuất hiện trên hồ sơ của người nhận. Mỗi quà tặng chi phí 1,00 $ để mua hàng, và một tin nhắn cá nhân hoá có thể được đính kèm với từng món quà. Ngày 14 tháng 5 năm 2007, Facebook khai trương Marketplace, cho phép người sử dụng đăng quảng cáo miễn phí có tính phân loại. Marketplace đã từng được so sánh với Craigslist bởi CNET, trong đó chỉ ra rằng sự khác biệt lớn giữa hai tính năng là danh sách được đăng bởi một người sử dụng trên Marketplace chỉ nhìn thấy bởi những người dùng đang ở trong cùng một mạng với người dùng đó, trong khi danh sách được đăng trên Craigslist có thể được xem bởi bất cứ ai.
Ngày 20 tháng 7 năm 2008, Facebook giới thiệu "Facebook Beta", một thiết kế lại đáng kể giao diện người dùng trên các mạng đã chọn. Tính năng Mini-Feed và Wall được hợp nhất, hồ sơ đã được tách thành nhiều phần theo thẻ, và một nỗ lực đã được thực hiện để tạo ra một cái nhìn "sạch". Sau khi ban đầu cho người dùng một sự lựa chọn để chuyển đổi, Facebook đã bắt đầu di chuyển tất cả thành viên vào phiên bản mới trong tháng 9 năm 2008. Ngày 11 tháng 12 năm 2008, người ta thông báo rằng Facebook đã thử nghiệm một quá trình đăng ký đơn giản hơn.
Ngày 13 tháng 6 năm 2009, Facebook đã giới thiệu tính năng "Tên người dùng" (Usernames), nhờ đó mà các trang có thể được liên kết với URL đơn giản hơn như http://www.facebook.com/facebook so với http://www.facebook.com/profile.php?id=20531316728. Nhiều điện thoại thông minh mới cung cấp truy cập vào các dịch vụ của Facebook hoặc thông qua trình duyệt web hoặc các ứng dụng của điện thoại. Ứng dụng Facebook chính thức có sẵn cho hệ điều hành iPhone, hệ điều hành Android, và WebOS. Nokia và Research In Motion đều cung cấp ứng dụng Facebook cho các dòng di động của họ. Hơn 150 triệu người dùng truy cập vào Facebook thông qua thiết bị di động trên 200 nhà khai thác dịch vụ di động ở 60 quốc gia.
Vào ngày 14 tháng 9 năm 2011, Facebook đã cung cấp một tính năng mới cho người dùng đó là thêm vào một nút "Đăng ký" trên mọi trang cá nhân, cho phép người dùng đăng ký để có thể đọc được các bài đăng công khai của người dùng khác mà không cần phải kết bạn. Đồng thời, Facebook cũng đã giới thiệu một hệ thống vào tháng 2 năm 2012 để xác minh danh tính của một số tài khoản nhất định. Vào tháng 12 năm 2012, Facebook thông báo rằng vì sự nhầm lẫn của người dùng xung quanh chức năng của nó, nút Đăng ký sẽ được đổi tên lại là nút "Theo dõi".
Facebook đưa ra dịch vụ "Facebook Messages" mới vào ngày 15 tháng 11 năm 2010. Trong sự kiện truyền thông ngày hôm đó, Giám đốc điều hành Mark Zuckerberg cho biết, "Sự thật là mọi người sẽ có thể có địa chỉ email an@facebook.com, nhưng nó không phải email." Việc ra mắt tính năng như vậy đã được dự đoán trước khi công bố nó, với một số người gọi nó là "sát thủ của Gmail." Hệ thống này có sẵn cho tất cả người sử dụng trang web, kết hợp tin nhắn văn bản, tin nhắn tức thời, email, và tin nhắn thông thường, và sẽ bao gồm các thiết lập bảo mật tương tự như của các dịch vụ khác của Facebook. Với mã hiện "Project Titan," Facebook Messages mất 15 tháng để phát triển.

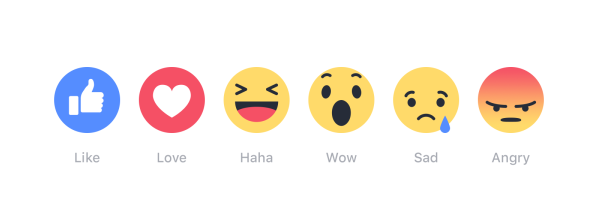
Những nút biểu cảm mới của Facebook

Ngày 24 tháng 2 năm 2016, Facebook cho ra mắt bộ "bày tỏ cảm xúc" (gọi là Reactions) bên cạnh nút thích quen thuộc. Giờ đây, người sử dụng có thể thể hiện những thái độ khác nhau bằng bộ cảm xúc này, đó là: "Yêu thích", "Haha" (tiếng cười), "Wow" (ngạc nhiên), "Buồn" và "Phẫn nộ". Tháng 5 năm 2017, bộ Reactions cũng được triển khai cho phần bình luận.
Vào tháng 8 năm 2015, Facebook bắt đầu ra mắt tính năng mới cho phép người dùng có thể phát sóng trực tiếp video của họ (gọi là live stream).
Vào tháng 5 năm 2016, Facebook bắt đầu cho phép người dùng có thể tải lên và xem các bức ảnh 360 độ.
Vào năm 2017, Facebook ra mắt tính năng mới tên gọi Messenger Day cho tất cả người dùng Facebook Messenger trên iOS và Android. Messenger Day cho phép người dùng chụp ảnh và quay video bằng camera riêng của Facebook Messenger với các hiệu ứng như bộ lọc, chèn hình, văn bản và vẽ. Mọi người có thể thêm nội dung vào "Ngày" của họ hoặc gửi vào cuộc trò chuyện với bạn bè. Tất cả các nội dung đăng tải sẽ biến mất trong vòng 24 giờ. Đây là tính năng tương tự như Instagram Stories và WhatsApp Status. Cũng trong năm 2017, nhân dịp kỉ niệm 30 năm kể từ ngày ra đời của ảnh GIF, Facebook đã cho ra đời một tính năng mới cho phép người dùng có thể đăng GIF ở phần bình luận. Người dùng có thể truy cập vào kho ảnh GIF của Facebook bằng cách sử dụng nút GIF nằm bên cạnh bộ chọn biểu tượng cảm xúc.

## Ứng dụng liên hệ với Facebook
- Messenger
- Instagram
- WhatsApp
- Facebook Watch

## Chỉ trích và tranh cãi
Quy mô và sức ảnh hưởng của facebook ngày càng lớn, nó gây ra nhiều tranh cãi về vấn đề đạo đức và an toàn thông tin đối với các nội dung chia sẻ trên trang mạng này. Các vấn đề mà công ty này đang bị tố cáo là việc vi phạm quyền riêng tư, buông thả trong việc quản lý các nguồn tin giả, các nguồn tin được chia sẻ trên facebook. Facebook bị tổ chức Ân xá quốc tế chỉ trích là đã hỗ trợ chính phủ Việt Nam kiểm duyệt những chỉ trích và trấn áp tiếng nói của giới bất đồng chính kiến. Báo cáo minh bạch của Facebook thừa nhận từ tháng 1/2020 đến tháng 6/2020, công ty này đã ngăn tiếp cận 834 nội dung tại Việt Nam để đáp ứng các báo cáo từ Cục Phát thanh Truyền hình và Thông tin Điện tử Bộ Thông tin và Truyền thông (ABEI) và Bộ Công an (MPS) về các nội dung được cho là vi phạm Nghị định số 72/2013 / NĐ-CP, bao gồm nội dung chống Đảng Cộng sản và Chính phủ Việt Nam; Thông tin sai lệch về COVID-19; khuyến khích cờ bạc trực tuyến bất hợp pháp; buôn bán và quảng cáo bất hợp pháp; và gian lận hoặc mạo danh.
Tại Mỹ, facebook bị cáo buộc gây ảnh hưởng tâm lý, bao gồm cả việc ảnh hưởng của nó với các cảm giác tiêu cực đối với các vấn đề xã hội, hội chứng nghiện mạng xã hội đang là một vấn đề nan giải đối với giới trẻ tại quốc gia này. Vấn đề này cũng xảy ra rất nhiều nơi trên thế giới.
Việc quản lý thông tin được chia sẻ trên facebook rất khó khăn. Nó rất dễ được tin tặc sử dụng để chia sẻ các nội dung bất hợp pháp: bao gồm mại dâm, tin giả, các văn bản/video kích động hiếp dâm và khủng bố, livestreaming bạo lực và tình dục, các bài viết ngôn từ thù địch. Facebook cũng là nơi truyền bá của các đối tượng khủng bố, kích động bạo lực, kích động mẫu thuẫn với chính quyền và biểu tình tại nhiều nơi trên thế giới. Việc quản lý, kiểm duyệt của công ty đối với các thông tin này rất kém, các vấn đề như truy xuất nguồn tin trên facebook thường rất khó khăn.
Facebook cũng bị tố cáo trốn thuế hàng tỷ đô la hàng năm chỉ riêng ở Hoa Kỳ, con số này còn cao hơn ở trên thế giới.
Facebook cũng từng bị kiện về việc thu thập thông tin trái phép và bán cho một bên thứ 3 về thông tin duyệt internet của một cá nhân, ngay cả khi cá nhân đó không phải người dùng facebook.
Nhiều nghiên cứu chỉ ra rằng, càng tiếp xúc nhiều với Facebook thì nguy cơ trầm cảm càng cao. Đặc biệt, những người bị chẩn đoán mắc bệnh này từ trước thì khả năng bị càng cao hơn khi sử dụng.